# الصندوق التقاعدي الحكومي النرويجي
الصندوق التقاعدي الحكومي النرويجي (بالإنجليزية: Government Pension Fund of Norway) يعد تحصين الاقتصاد من التقلبات في أسواق النفط، أحد أهم الأهداف التي تسعى الدول النفطية إلى تحقيقها، والتجارب على هذا الصعيد كثيرة، ومنها النرويج، حيث أسست الدولة صندوقاً سيادياً أصبح اليوم الأكبر في العالم . واعتبارًا من يونيو 2025، تجاوزت أصوله 1.9 تريليون دولار أمريكي،  أي ما يعادل 1.5% من قيمة الشركات المدرجة عالميًا، مما يجعله أكبر صندوق ثروة سيادية في العالم من حيث إجمالي الأصول المُدارة. وهذا يُترجم إلى أكثر من 340,000 دولار أمريكي لكل مواطن نرويجي. وتعود نشأة الصندوق النرويجي إلى ستينيات القرن الماضي، عندما رأت الحكومة النرويجية ضرورة إدارة العائدات النفطية بكفاءة وحكمة.
وكانت الحكومة النرويجية قد أعلنت سيادتها على الجرف القاري حول بحر الشمال، ومنحت التراخيص لشركات عالمية لبدء الحفر بحثاً عن النفط في عام 1966، تحت سيطرتها وإشرافها. واستمر الحفر لمدّة أربع سنوات، لكن جميع المحاولات بائت بالفشل، وبدأت الشركات بالانسحاب وشحن حفاراتها، عدا شركة Philips petroleum التي بقي لديها بئر واحد ينتظر الحفر.
وبعد أربع سنوات من المحاولات، اكتشف النفط أخيرا في أواخر ديسمبر عام 1969، وبدأ التحوّل الاقتصادي في النرويج، من دولة تعتمد على الزراعة وصيد الأسماك، لتصبح الدولة الرائدة عالمياً في مجال التنقيب عن النفط والغاز.
وبعد الطفرة التي عاشتها البلاد، بات الهدف هو المحافظة على مستويات النموّ وتحصين الاقتصاد في المستقبل، فكان تأسيس صندوق النفط عام 1990 لدعم الاقتصاد على المدى الطويل، عندما تشّح الإيرادات النفطية.
وفي عام 1996، جرى أوّل تحويل مالي إلى الصندوق، ثمّ في عام 2006 تمّ تغيير إسمه ليصبح الصندوق التقاعدي الحكومي النرويجي.
وتقوم وحدة الاستثمار في المركزي النرويجي NORGES BANK، بإدارة الصندوق نيابة عن وزارة المالية، التي تمتلكه باسم الشعب.
واليوم، يبلغ عدد سكان النرويج نحو 5.5 مليون نسمة، ما يعني أن ثروة كلّ مواطن تصل إلى نحو مليون كرونة!
ولتفادي آثار تقلبات النفط على اقتصاد البلاد، يركز الصندوق استثماراته في الخارج، في نحو تسعة آلاف شركة تعمل في قطاعات مختلفة، في 75 دولة، حيث ترتكز 40% من استثماراته في أميركا الشمالية، و38% في أوروبا، و18% في آسيا وأوقيانيا، و4% في باقي دول العالم. وتشكّل 1.3% من الشركات المدرجة عالمياً، و2.4% من الشركات المدرجة في أوروبا.
ينوّع البنك باقته الاستثمارية، فيستثمر في ثلاث فئات من الأصول: 60% في الأسهم و35% في السندات و5% في العقارات، وذلك لتحصيل أعلى عائد ممكن، ضمن الأطر المحددة من وزارة المالية.
وأحد المبادئ الأساسية للسياسة المالية النرويجية، هو ما تسمى بقاعدة الميزانية، حيث لا يسمح للإنفاق الحكومي بتخطي سقف العائدات الحقيقية المتوقعة للصندوق، والتي تقدّر عادة بنحو 4%.
وسجّل الصندوق عائدات سنوية بين عامي 1998 و2015، بنحو 5.8%، قبل احتساب التضخم وتكاليف إدارته.
وقد تصدّر الصندوق السيادي النرويجي مؤشر لينابورج مادويل للشفافية، الذي يقيس شفافية الصناديق السيادية العالمية، حيث حصل على كامل النقاط العشر على سلم المؤشر.

## المخاوف والنتائج المحتملة
هناك مخاوف متنوعة وتأثيرات متوقعة لصناديق الثروة السيادية على الأسواق المالية الدولية والاقتصاد العالمي ككل، حيث أعرب الخبراء عن مخاوفهم الشديدة بشأن زعزعة الاستقرار والحمائية الناجمة عن صناديق الثروة السيادية. إن حجة زعزعة الاستقرار، التي غالبًا ما يستشهد بها رولاند بيك من البنك المركزي الأوروبي، هي أن الدوافع الاستثمارية غير السوقية قد تدفع مديري صناديق الثروة السيادية إلى اتخاذ قرارات تتعارض مع منطق السوق، مما يتسبب بدوره في تأثير تموجي غير متوقع وربما كارثي. إن الحجة الحمائية، المذكورة أعلاه فيما يتعلق بالسيادة وصناديق الثروة السيادية، هي في الأساس خوف من إمكانية استخدام صناديق الثروة السيادية بطريقة حمائية غير سوقية حيث تعمل الدول المتنافسة على إدامة حركات التجارة الحرة العالمية المتزايدة باستمرار. ومع ذلك، وعلى الرغم من هذه المخاوف، هناك أيضًا أدلة قوية تشير إلى أن صناديق الثروة السيادية من غير المرجح أن تحصل على مقاعد في مجلس الإدارة في عمليات الاستحواذ الخاصة بها. بالإضافة إلى ذلك، من غير المرجح أن يحصل صندوق الثروة السيادية النرويجي على أي مقاعد في مجلس الإدارة في شركة يقع مقرها الرئيسي في دولة عضو في منظمة التعاون الاقتصادي والتنمية. وعلاوة على ذلك، يتناقض بعض الخبراء بشكل مباشر مع المخاوف المتعلقة بالتأثير المزعزع للاستقرار لصناديق الثروة السيادية، بحجة أن هذه الصناديق تزيد من استقرار التمويل العالمي نظرًا لحقيقة أنها تعمل على زيادة تنوع مالكي المركبات المالية الخطرة، مما يقلل من التعرض للصدمات في أي صناعة معينة ، وفي الوقت نفسه تحد من الخسارة المطلقة التي يمكن أن يتكبدها أي فاعل في قطاع اقتصادي عالمي معين.

### الخلاف الأخلاقي
في 11 أغسطس 2025، أعلن الصندوق أنه أنهى عقوده مع مديري الأصول في إسرائيل، بالإضافة إلى التخلص من أجزاء من محفظته المتعلقة بإسرائيل، في أعقاب تقرير يفيد بأن الصندوق قد بنى حصة في مجموعة محركات نفاثة إسرائيلية تقدم خدمات للقوات المسلحة الإسرائيلية.